# Agathe Backer Grøndahl
Agathe Ursula Backer Grøndahl (Holmestrand, 1 december 1847 – Ormøya, Aker (Oslo), 4 juni 1907) was een Noors componiste, feministe, muziekpedagoge en pianiste. Ze was een van de bekendste Noorse vrouwelijke componisten uit de 19e eeuw. Ze schreef circa 70 werken.

## Levensloop
Backer woonde met haar ouders en haar 3 zusjes tot 1857 in haar geboorteplaats. Vervolgens vertrok het gezin naar Christiania, zoals de Noorse hoofdstad toen nog heette. Muzikaal was zij getalenteerd en zij kreeg aldaar pianoles van Otto Winter-Hjelm en Halfdan Kjerulf. Later ontving zij muziektheoretisch onderwijs van Ludvig Mathias Lindeman. Op advies van Kjerulf begon zij muziek te studeren aan de Neue Akademie der Tonkunst in Berlijn bij Theodor Kullak (piano) en bij Richard Würst (compositie). Als pianiste debuteerde zij op 17 maart 1868 in Christiania onder leiding van de toen nog niet zo bekende Edvard Grieg met het Pianoconcert nr. 5 van Ludwig van Beethoven. Het concert was een groot succes, publiek en critici waren enthousiast. Er volgden verdere studies bij Hans von Bülow in Florence en bij Franz Liszt in Weimar. In 1871 kwam zij weer terug naar Noorwegen.
Alhoewel zij in de Noorse hoofdstad woonde, was zij veel op concertreizen. Op 24 juni 1875 huwde zij de muziekpedagoog en dirigent Olaus Andreas Grøndahl; samen hadden zij 3 zonen, feministisch genoemd Nils Backer-Grøndahl (1877-1975), Anders Backer-Grøndahl (1879-1947) en Fridtjof Backer-Grøndahl (1885-1959). De jongste zoon Fridtjof was eveneens componist en pianist. In hetzelfde jaar kreeg zij een aanbod als docente voor piano aan het Peabody Institute of the Johns Hopkins University in Baltimore te werken, maar zij wilde een leven nabij haar familie opbouwen. Ook een aanbod van het conservatorium Helsingfors (nu Helsinki) dat zij in 1888 kreeg na een succesrijk concert, nam zij niet aan.
Vele jaren was Backer Grøndahl een centrale figuur in het Noorse muziekleven, zowel als soliste alsook in het duet met Erika Nissen of als lid in kamermuziekensembles. Op talloze concertreizen, zowel door de Scandinavische landen als door Duitsland en het Verenigd Koninkrijk. In 1885 speelde zij in Stockholm het pianokwintet van Robert Schumann en tijdens de Wereldtentoonstelling in Parijs het Concert voor piano en orkest in a-mineur van Edvard Grieg onder leiding van haar echtgenoot. Omdat de financiële situatie van het gezin niet bijzonder goed was, gaf zij dagelijks lessen en vond zij slechts zelden nog tijd te componeren. Haar concertwerkzaamheden gingen wel door zolang zij nog niet slechthorend was. Na een grote operatie in 1897 moest zij meerdere maanden in een psychiatrisch ziekenhuis behandeld worden. In 1898 speelde zij op uitnodiging van Edvard Grieg opnieuw zijn pianoconcert in Bergen met een buitengewoon succes. Vanwege haar zwakke lichamelijke constitutie en het verergeren van doofheid die haar trof toen ze pas dertig jaar was, nam ze vanaf 1900 steeds meer afscheid van het concertleven om zich in plaats daarvan aan het componeren en lesgeven te wijden.

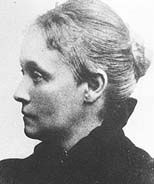
Agathe Backer Grøndahl

Als componist schreef zij werken voor piano, vocale werken (liederen en koorwerken), maar ook een aantal orkestwerken. Haar pianowerken werden spoedig populair. Het uitdrukkingsscala spant zich van lyrisch tot harmonisch complexe, gepassioneerde fantasie. Haar concertétudes eisen hoge technische vaardigheid. Ook haar door de Noorse volksmuziek getinte liederen zijn de Noorse muziekgeschiedenis ingegaan. In 1875 werd zij tot lid van de Svenska Musikaliska Akademien (Koninklijke Zweedse Muziekacademie) benoemd, toen nog een bijzondere eer voor een vrouw. In 1885 werd zij met de medaille "Pro liberis et artibus" door de koning Oscar II van Zweden onderscheiden. In de 20e eeuw raakte ze in de vergetelheid.

## Composities
Het Oeuvre van Agathe Backer Grøndahl beslaat 70 opusnummers, voornamelijk bestaande uit liederen en werken voor piano. Ze zou ooit aan een symfonie begonnen zijn, doch een symfonie van een andere Noorse componiste werd dusdanig als matig gerecenseerd dat zij ervan afzag. Een andere reden daarvoor kan zijn, dat Noorwegen destijds nog geen professioneel symfonieorkest had. Ze kon als uitvoerend pianiste vaak een eigen werk programmeren tijdens haar concerten. Daarnaast schakelde zij regelmatig andere (opkomende) musici in om haar te begeleiden, dan wel haar liederen te zingen. Een aantal van hen is amateur gebleven, anderen werden beroemd:
- Heinrich de Ahna
- Eyvind Alnaes
- Anton Jorgen Andersen
- Mathilde Andersen
- Alfred Andersen-Wingar
- Sophie Apenes
- Fritz Arlberg
- Arve Arvesen
- Lilla Aubert
- Fridtjof Backer-Grondahl
- Johan Backer Lunde
- Ida Basilier-Magelssen
- Katharina Baum
- Johan Diederich Behrens
- Frederik August Bekkevold
- Victor Bendix
- Ludvig Bergh
- Milly Bergh
- Robertine Bersén
- Viggo Bielefeldt
- Hans Bischoff
- Moritz Blodeck
- Borghild Blyberg
- Gudbrand Bohn
- Fridolf Book
- Carl Gustaf Book
- Rolf Brandt-Rantzau
- Hans Brun
- Elise Bucher
- Ole Bull
- Christian Cappelen
- Annie Louise Cary
- Johan Gottfried Conradi
- Frederic Cowen
- Hermann Csillag
- Elise Dahl
- Sophie Dedekam
- Joseph Dente
- Marie Dührendahl
- Johanne Dybwad

- Dina Edling
- Selma Ek
- Jacoba Elling
- Alma Fahlstrøm
- Olena Falkman
- Bernhard Fexer
- Kaja Fleischer
- Allan James Foley
- Robert Franz
- Frederik Frederiksen
- Niels Gade
- Alfred Gibson
- Andreas Gjestvang
- Edvard Grieg
- Olaus Andreas Grondahl
- Emma Guidotti
- Ellen Gulbranson
- Lucy Guldahl
- Lona Gulowsen
- Alma Haas
- Nina Hagerup
- Andreas Hallén
- Johan Halvorsen
- Amalie Harloff
- Johan Hennum
- Lilian Henschel
- Christine Heyerdahl
- Signe Hille
- Vilhelm Holm
- Hilda Holmsen
- Laura Holtsmark Bredal
- Johanna Høst
- Bergliot Ibsen
- Marie Irgens
- Agnes Janson
- Beate Kielland
- Fritz Kirchner
- Amunda Kolderup
- Hermine Kopp
- Emil Theodor Kortoe

- Mathilda Lagermarck
- Mally Lammers
- Thorvald Lammers
- Barbara Larssen
- Bredo Lasson
- Liza Lehmann
- Anna Levinsohn
- Fredrik Lindholm
- Ernestine Losting
- Astrid Lous
- Lulli Lous
- Nils Lund
- Unni Lund
- Dora Lyche
- August Manns
- Maja Michelsen
- Olefine Moe
- Dagmar Möller
- Dagny Mordt
- Franz Neruda
- Wilma Neruda
- Olga Neruda
- Edmund Neupert
- Fredrikke Nielsen
- Hans Nielsen
- Erika Nissen
- Conrad Nordqvist
- Ludvig Norman
- Abraham Ojanperä
- Karen Ølstad
- Gina Oselio
- Minna Peschka-Leutner
- Ingeborg Pettersen
- Carlo Alfredo Piatti
- Clara Polscher
- Arnoldus Reimers
- Sophie Reimers
- Amalia Riégo
- Louis Ries
- Sina Ring
- Halfdan Rode

- Linda Röske-Lund
- Johanne Rytterager
- Ingeborg Sæhlie
- Julius Saloman
- Gina Sandberg
- Pablo de Sarasate
- Magna Sartz
- Phillip Scharwenka
- Christian Schiørring
- Hildur Schirmer
- Gerhard Schjelderup
- Ingolf Schjott
- Caroline Schoning
- Frida Schytte
- Johan Selmer
- Esther Sidner
- Niels Juel Simonsen
- Dagny Skarseth
- Anna Smith
- Braxton Smith
- Gyda Sohlberg
- Maren Sømme
- William Cole Stockley
- Oscar Straus
- Anton Svendsen
- Elise Svendsen
- Johan Svendsen
- Oluf Svendsen
- Valdemar Tofte
- Antoinette Trebelli
- Fredrik Ursin
- Martin Ursin
- Westye Waaler
- William Whitehouse
- Per Winge
- Rowland Winn
- Otto Winter-Hjelm
- Hedvig Raa Winterhjelm
- Sigrid Wolf
- Johannes Wolff